# Kia Ray (prototipo 2010)
El Kia Ray fue un concept car o prototipo de un coche eléctrico diseñado para una alta eficiencia de consumo de combustible, y que en cuyo uso se diera el mínimo impacto al medio ambiente. En el Autoshow de Chicago de 2010, Kia Motors entró formalmente al mercado de autos ecológicos con el Kia Ray, al revelar a éste prototipo híbrido enchufable que puede ser recargado eléctricamente a través de una tomacorriente estándar.

## Descripción
Tiene una batalla de 106,3 pulgadas (2700 mm) y un diseño con características altamente aerodinámicas. El fabricante reclama que el Kia Ray puede cubrir un viaje de hasta 50 millas (80 km) sin recargarse. En éste lanzamiento eco-amigable, las llantas son delgadas, y su sistema de audio ha sido diseñado para usar menos electricidad. Según el reporte de Car and Driver, el Kia Ray debutará en el Autoshow de Chicago de 2010, y "representará una ambiciosa confluencia entre su estilo y su tecnología, y podría decirse que será una de las más fuertes atracciones de dicha exhibición.
Éste vehículo hace parte de la sub-marca EcoDynamics de Kia Motors, y ha sido diseñado para obtener el equivalente energético de propulsión para 202 millas (325 km) por galón, llegando entre ésta y la propulsión desde sus baterías a un alcance estimado en un rango de 746 millas (1201 km) cuando opera como un híbrido a gasolina, con un consumo estimado de 74 millas (119 km) por galón. Los ingenieros de la compañía han dicho que su prototipo ha sido diseñado "con factores que hacen que su peso sea ligero, y se ha hecho un uso extensivo de materiales reciclados en su construcción, así como se han dispuesto celdas solares fotovoltaicas en su techo de forma hexagonal embebidas en el cristal del panel del techo, lo que le proveerá energía extra, iluminación adicional y un mejor control de su clima interno, reduciendo el uso de sus sistemas de aire acondicionado".
De ser producido, el Kia Ray estaría en la misma gama del Kia Optima y del Hyundai Sonata como un coche del Segmento D y dispondría de puertas traseras convencionales, y su fecha de lanzamiento aproximada sería en el año 2018.[cita requerida]